# 一式半履帶裝甲運兵車
一式半履带装甲运兵车 Hoha （日语：／）是二战期间日本帝国陆军使用的装甲运兵车。「半装軌」指车輛為半履带车辆。

## 開發
日本陆军在战前就一直在研究装甲履带车。在1933年试制了使用九十二重装甲车底盘的試製履带式自动货车 TC，试制履带式自动货车TE （ 1934 ）和试制装甲运兵车 TG （ 1935 ） 
第一個原型車是試製九八式装軌自動貨車。雖名字有“試製”，但被当作样机对待，性能还是不错的，量产后便交给了单位。
雖这款车是新开发的。但部门内部对它是採用履带式（全履带）还是半履带式存在争议，於是與一式半同时开发的車还有一式裝甲運兵車。
一式半于1941年正式定型（皇纪 2601年）。 「一式」取天皇纪年的最后两位数字。
與德军使用的Sd Kfz 250半履带车和Sd Kfz 251半履带车，以及美军的M3半履带车相比。日军士兵在战争中都是被迫步行。在运输车辆本身较少的同时，获得駕照的人也很少。

## 性能
一式半主武器為三挺九七式機槍。最高时速为50公里/小时，最多可运载12名士兵或2吨货物。

## 生產與服役

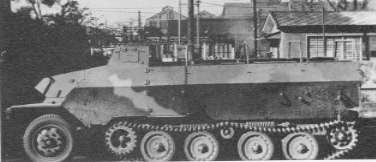
一式半的側面

一式半的大规模生产到1944年才开始，據說生产了800辆半履带式装甲车， 。而在1944年至1945年共生产了501辆（一式和一式半的生产比例不详）。 
生产的车辆被送住菲律宾和中国大陆，雖送到了，但数量不足。而在很多情况下，整个运输船在途中被击沉。

## 戰後使用
战后，留在本土决战的车大部分被拆解，也有一部分幸存下来，用作战后重建。在东京，这辆车被改装版作垃圾车。此外，制造该车的日野重工为了战后转为民用需求，用该车的发动机和底盘制造大型拖车和客车。

## 流行文化

### 電子遊戲
- 《應徵入伍》

## 脚注
1. 1 2 3  [http://www3.plala.or.jp/takihome/ho-ha.htm
2. 1 2 3 4  Tomczyk 2003，第64頁.
3. ↑  Tomczyk 2003，第63頁.
4. ↑  『機甲入門』 541頁
5. ↑  『主要兵器別生産状況　昭和２０年８月３１日　陸軍兵器行政本部』 4頁